# Gruppspelet i Copa Libertadores 2017
Gruppspelet i Copa Libertadores 2017 spelas mellan den 7 mars och 25 maj 2017. Totalt tävlar 32 lag om de 16 slutspelsplatserna. 

## Grupper

### Grupp 1
| Nr | Lag ( )           | S | V | O | F | GM | IM | MS | P  |
| -- | ----------------- | - | - | - | - | -- | -- | -- | -- |
| 1  | Botafogo          | 6 | 3 | 1 | 2 | 6  | 5  | +1 | 10 |
| 2  | Barcelona         | 6 | 3 | 1 | 2 | 8  | 8  | 0  | 10 |
| 3  | Estudiantes       | 6 | 3 | 0 | 3 | 7  | 8  | −1 | 9  |
| 4  | Atlético Nacional | 6 | 2 | 0 | 4 | 8  | 8  | 0  | 6  |

| Hemma \ Borta     | Colombia | Ecuador | Brasilien | Argentina |
| Atlético Nacional | —        | 3–1     | 0–2       | 4–1       |
| Barcelona         | 2–1      | —       | 1–1       | 0–3       |
| Botafogo          | 1–0      | 0–2     | —         | 2–1       |
| Estudiantes       | 1–0      | 0–2     | 1–0       | —         |

|             | 14 mars 2017 | Botafogo                                        | 2 – 1           | Estudiantes           | Estádio Olímpico João Havelange                                  |                                                                  |
| 21:00 UTC−3 | 21:00 UTC−3  | Roger Rodrigues da Silva 33′ Rodrigo Pimpão 78′ | (1 – 0) Rapport | 61′ Juan Ferney Otero | Rio de Janeiro Publik: 30 107 Domare: Jonhatan Fuentes (Uruguay) | Rio de Janeiro Publik: 30 107 Domare: Jonhatan Fuentes (Uruguay) |
| 21:00 UTC−3 | 21:00 UTC−3  |                                                 |                 |                       | Rio de Janeiro Publik: 30 107 Domare: Jonhatan Fuentes (Uruguay) | Rio de Janeiro Publik: 30 107 Domare: Jonhatan Fuentes (Uruguay) |
| 21:00 UTC−3 | 21:00 UTC−3  |                                                 |                 |                       | Rio de Janeiro Publik: 30 107 Domare: Jonhatan Fuentes (Uruguay) | Rio de Janeiro Publik: 30 107 Domare: Jonhatan Fuentes (Uruguay) |

|             | 14 mars 2017 | Barcelona                             | 2 – 1           | Atlético Nacional | Estadio Monumental Isidro Romero Carbo                  |                                                         |
| 19:45 UTC−5 | 19:45 UTC−5  | Jonathan Álvez 24′ Marcos Caicedo 45′ | (2 – 1) Rapport | 13′ Jhon Mosquera | Guayaquil Publik: 40 000 Domare: Julio Bascuñán (Chile) | Guayaquil Publik: 40 000 Domare: Julio Bascuñán (Chile) |
| 19:45 UTC−5 | 19:45 UTC−5  |                                       |                 |                   | Guayaquil Publik: 40 000 Domare: Julio Bascuñán (Chile) | Guayaquil Publik: 40 000 Domare: Julio Bascuñán (Chile) |
| 19:45 UTC−5 | 19:45 UTC−5  |                                       |                 |                   | Guayaquil Publik: 40 000 Domare: Julio Bascuñán (Chile) | Guayaquil Publik: 40 000 Domare: Julio Bascuñán (Chile) |

|             | 11 april 2017 | Estudiantes | 0 – 2           | Barcelona                                | Estadio Ciudad de La Plata              |                                         |
| 21:00 UTC−3 | 21:00 UTC−3   |             | (0 – 0) Rapport | 51′ Jefferson Mena 90+1′ Ariel Nahuelpán | La Plata Domare: Víctor Carrillo (Peru) | La Plata Domare: Víctor Carrillo (Peru) |
| 21:00 UTC−3 | 21:00 UTC−3   |             |                 |                                          | La Plata Domare: Víctor Carrillo (Peru) | La Plata Domare: Víctor Carrillo (Peru) |
| 21:00 UTC−3 | 21:00 UTC−3   |             |                 |                                          | La Plata Domare: Víctor Carrillo (Peru) | La Plata Domare: Víctor Carrillo (Peru) |

|             | 13 april 2017 | Atlético Nacional | 0 – 2           | Botafogo                                                             | Atanasio Girardot Sports Complex           |                                            |
| 19:45 UTC−5 | 19:45 UTC−5   |                   | (0 – 1) Rapport | 38′ Fernando Camilo Farias 90+2′ Guilherme Augusto Vieira dos Santos | Medellín Domare: Ulises Mereles (Paraguay) | Medellín Domare: Ulises Mereles (Paraguay) |
| 19:45 UTC−5 | 19:45 UTC−5   |                   |                 |                                                                      | Medellín Domare: Ulises Mereles (Paraguay) | Medellín Domare: Ulises Mereles (Paraguay) |
| 19:45 UTC−5 | 19:45 UTC−5   |                   |                 |                                                                      | Medellín Domare: Ulises Mereles (Paraguay) | Medellín Domare: Ulises Mereles (Paraguay) |

|             | 19 april 2017 | Estudiantes       | 1 – 0           | Atlético Nacional | Estadio Ciudad de La Plata              |                                         |
| 19:30 UTC−3 | 19:30 UTC−3   | Javier Toledo 37′ | (1 – 0) Rapport |                   | La Plata Domare: Andrés Cunha (Uruguay) | La Plata Domare: Andrés Cunha (Uruguay) |
| 19:30 UTC−3 | 19:30 UTC−3   |                   |                 |                   | La Plata Domare: Andrés Cunha (Uruguay) | La Plata Domare: Andrés Cunha (Uruguay) |
| 19:30 UTC−3 | 19:30 UTC−3   |                   |                 |                   | La Plata Domare: Andrés Cunha (Uruguay) | La Plata Domare: Andrés Cunha (Uruguay) |

|             | 20 april 2017 | Barcelona            | 1 – 1           | Botafogo                      | Estadio Monumental Isidro Romero Carbo         |                                                |
| 19:45 UTC−5 | 19:45 UTC−5   | Christian Alemán 31′ | (1 – 0) Rapport | 88′ (str.) Luiz Ricardo Alves | Guayaquil Domare: Jesús Valenzuela (Venezuela) | Guayaquil Domare: Jesús Valenzuela (Venezuela) |
| 19:45 UTC−5 | 19:45 UTC−5   |                      |                 |                               | Guayaquil Domare: Jesús Valenzuela (Venezuela) | Guayaquil Domare: Jesús Valenzuela (Venezuela) |
| 19:45 UTC−5 | 19:45 UTC−5   |                      |                 |                               | Guayaquil Domare: Jesús Valenzuela (Venezuela) | Guayaquil Domare: Jesús Valenzuela (Venezuela) |

|             | 2 maj 2017  | Atlético Nacional                                                         | 4 – 1           | Estudiantes           | Atanasio Girardot Sports Complex   |                                    |
| 19:00 UTC−5 | 19:00 UTC−5 | Mateus Uribe 35′ Dayro Moreno 44′ Andrés Ibargüen 46′ Macnelly Torres 68′ | (2 – 0) Rapport | 66′ (sjm.) Farid Díaz | Medellín Domare: Diego Haro (Peru) | Medellín Domare: Diego Haro (Peru) |
| 19:00 UTC−5 | 19:00 UTC−5 |                                                                           |                 |                       | Medellín Domare: Diego Haro (Peru) | Medellín Domare: Diego Haro (Peru) |
| 19:00 UTC−5 | 19:00 UTC−5 |                                                                           |                 |                       | Medellín Domare: Diego Haro (Peru) | Medellín Domare: Diego Haro (Peru) |

|             | 2 maj 2017  | Botafogo | 0 – 2           | Barcelona                        | Estádio Olímpico João Havelange                       |                                                       |
| 21:45 UTC−3 | 21:45 UTC−3 |          | (0 – 2) Rapport | 6′ José Ayoví 23′ Jonathan Álvez | Rio de Janeiro Domare: Mario Díaz de Vivar (Paraguay) | Rio de Janeiro Domare: Mario Díaz de Vivar (Paraguay) |
| 21:45 UTC−3 | 21:45 UTC−3 |          |                 |                                  | Rio de Janeiro Domare: Mario Díaz de Vivar (Paraguay) | Rio de Janeiro Domare: Mario Díaz de Vivar (Paraguay) |
| 21:45 UTC−3 | 21:45 UTC−3 |          |                 |                                  | Rio de Janeiro Domare: Mario Díaz de Vivar (Paraguay) | Rio de Janeiro Domare: Mario Díaz de Vivar (Paraguay) |

|             | 18 maj 2017 | Barcelona | 0 – 3           | Estudiantes                                 | Estadio Monumental Isidro Romero Carbo   |                                          |
| 17:30 UTC−5 | 17:30 UTC−5 |           | (0 – 1) Rapport | 28′ Juan Cavallaro 52′, 79′ Facundo Sánchez | Guayaquil Domare: Éber Aquino (Paraguay) | Guayaquil Domare: Éber Aquino (Paraguay) |
| 17:30 UTC−5 | 17:30 UTC−5 |           |                 |                                             | Guayaquil Domare: Éber Aquino (Paraguay) | Guayaquil Domare: Éber Aquino (Paraguay) |
| 17:30 UTC−5 | 17:30 UTC−5 |           |                 |                                             | Guayaquil Domare: Éber Aquino (Paraguay) | Guayaquil Domare: Éber Aquino (Paraguay) |

|             | 18 maj 2017 | Botafogo           | 1 – 0           | Atlético Nacional | Estádio Olímpico João Havelange               |                                               |
| 21:45 UTC−3 | 21:45 UTC−3 | Rodrigo Pimpão 50′ | (0 – 0) Rapport |                   | Rio de Janeiro Domare: Víctor Carrillo (Peru) | Rio de Janeiro Domare: Víctor Carrillo (Peru) |
| 21:45 UTC−3 | 21:45 UTC−3 |                    |                 |                   | Rio de Janeiro Domare: Víctor Carrillo (Peru) | Rio de Janeiro Domare: Víctor Carrillo (Peru) |
| 21:45 UTC−3 | 21:45 UTC−3 |                    |                 |                   | Rio de Janeiro Domare: Víctor Carrillo (Peru) | Rio de Janeiro Domare: Víctor Carrillo (Peru) |

|             | 25 maj 2017 | Atlético Nacional                                                        | 3 – 1           | Barcelona     | Atanasio Girardot Sports Complex             |                                              |
| 19:45 UTC−5 | 19:45 UTC−5 | Dayro Moreno 18′ (str.) Xavier Arreaga 26′ (sjm.) Darío Aimar 67′ (sjm.) | (1 – 1) Rapport | 3′ José Ayoví | Medellín Domare: Juan Nelio García (Bolivia) | Medellín Domare: Juan Nelio García (Bolivia) |
| 19:45 UTC−5 | 19:45 UTC−5 |                                                                          |                 |               | Medellín Domare: Juan Nelio García (Bolivia) | Medellín Domare: Juan Nelio García (Bolivia) |
| 19:45 UTC−5 | 19:45 UTC−5 |                                                                          |                 |               | Medellín Domare: Juan Nelio García (Bolivia) | Medellín Domare: Juan Nelio García (Bolivia) |

|             | 25 maj 2017 | Estudiantes        | 1 – 0           | Botafogo | Estadio Centenario Dr. José Luis Meiszner |                                        |
| 21:45 UTC−3 | 21:45 UTC−3 | Augusto Solari 24′ | (1 – 0) Rapport |          | Quilmes Domare: Eduardo Gamboa (Chile)    | Quilmes Domare: Eduardo Gamboa (Chile) |
| 21:45 UTC−3 | 21:45 UTC−3 |                    |                 |          | Quilmes Domare: Eduardo Gamboa (Chile)    | Quilmes Domare: Eduardo Gamboa (Chile) |
| 21:45 UTC−3 | 21:45 UTC−3 |                    |                 |          | Quilmes Domare: Eduardo Gamboa (Chile)    | Quilmes Domare: Eduardo Gamboa (Chile) |

### Grupp 2
| Nr | Lag ( )          | S | V | O | F | GM | IM | MS  | P  |
| -- | ---------------- | - | - | - | - | -- | -- | --- | -- |
| 1  | Santos           | 6 | 3 | 3 | 0 | 11 | 4  | +7  | 12 |
| 2  | The Strongest    | 6 | 2 | 3 | 1 | 9  | 5  | +4  | 9  |
| 3  | Santa Fe         | 6 | 2 | 2 | 2 | 8  | 6  | +2  | 8  |
| 4  | Sporting Cristal | 6 | 0 | 2 | 4 | 2  | 15 | −13 | 2  |

| Hemma \ Borta    | Colombia | Brasilien | Peru | Bolivia |
| Santa Fe         | —        | 0–0       | 3–0  | 1–1     |
| Santos           | 3–2      | —         | 4–0  | 2–0     |
| Sporting Cristal | 0–2      | 1–1       | —    | 0–0     |
| The Strongest    | 2–0      | 1–1       | 5–1  | —       |

|             | 9 mars 2017 | The Strongest                | 2 – 0           | Santa Fe | Estadio Hernando Siles                                     |                                                            |
| 20:00 UTC−4 | 20:00 UTC−4 | Alejandro Chumacero 54′, 80′ | (0 – 0) Rapport |          | La Paz Publik: 25 000 Domare: Patricio Loustau (Argentina) | La Paz Publik: 25 000 Domare: Patricio Loustau (Argentina) |
| 20:00 UTC−4 | 20:00 UTC−4 |                              |                 |          | La Paz Publik: 25 000 Domare: Patricio Loustau (Argentina) | La Paz Publik: 25 000 Domare: Patricio Loustau (Argentina) |
| 20:00 UTC−4 | 20:00 UTC−4 |                              |                 |          | La Paz Publik: 25 000 Domare: Patricio Loustau (Argentina) | La Paz Publik: 25 000 Domare: Patricio Loustau (Argentina) |

|             | 9 mars 2017 | Sporting Cristal | 1 – 1           | Santos          | Estadio Nacional de Lima                            |                                                     |
| 19:45 UTC−5 | 19:45 UTC−5 | Jorge Cazulo 13′ | (1 – 0) Rapport | 66′ Thiago Maia | Lima Publik: 20 000 Domare: José Argote (Venezuela) | Lima Publik: 20 000 Domare: José Argote (Venezuela) |
| 19:45 UTC−5 | 19:45 UTC−5 |                  |                 |                 | Lima Publik: 20 000 Domare: José Argote (Venezuela) | Lima Publik: 20 000 Domare: José Argote (Venezuela) |
| 19:45 UTC−5 | 19:45 UTC−5 |                  |                 |                 | Lima Publik: 20 000 Domare: José Argote (Venezuela) | Lima Publik: 20 000 Domare: José Argote (Venezuela) |

|             | 16 mars 2017 | Santa Fe                                        | 3 – 0           | Sporting Cristal | Estadio El Campín                                   |                                                     |
| 19:45 UTC−5 | 19:45 UTC−5  | Johan Arango 9′ Jonathan David Gómez 77′, 90+1′ | (1 – 0) Rapport |                  | Bogotá Publik: 17 000 Domare: Carlos Orbe (Ecuador) | Bogotá Publik: 17 000 Domare: Carlos Orbe (Ecuador) |
| 19:45 UTC−5 | 19:45 UTC−5  |                                                 |                 |                  | Bogotá Publik: 17 000 Domare: Carlos Orbe (Ecuador) | Bogotá Publik: 17 000 Domare: Carlos Orbe (Ecuador) |
| 19:45 UTC−5 | 19:45 UTC−5  |                                                 |                 |                  | Bogotá Publik: 17 000 Domare: Carlos Orbe (Ecuador) | Bogotá Publik: 17 000 Domare: Carlos Orbe (Ecuador) |

|             | 16 mars 2017 | Santos                                             | 2 – 0           | The Strongest | Estádio Urbano Caldeira                                 |                                                         |
| 21:45 UTC−3 | 21:45 UTC−3  | Ricardo Oliveira 45+1′ Renato Dirnei Florêncio 83′ | (1 – 0) Rapport |               | Santos Publik: 11 500 Domare: Néstor Pitana (Argentina) | Santos Publik: 11 500 Domare: Néstor Pitana (Argentina) |
| 21:45 UTC−3 | 21:45 UTC−3  |                                                    |                 |               | Santos Publik: 11 500 Domare: Néstor Pitana (Argentina) | Santos Publik: 11 500 Domare: Néstor Pitana (Argentina) |
| 21:45 UTC−3 | 21:45 UTC−3  |                                                    |                 |               | Santos Publik: 11 500 Domare: Néstor Pitana (Argentina) | Santos Publik: 11 500 Domare: Néstor Pitana (Argentina) |

|             | 18 april 2017 | Sporting Cristal | 0 – 0           | The Strongest | Estadio Nacional de Lima                                   |                                                            |
| 19:45 UTC−5 | 19:45 UTC−5   |                  | (0 – 0) Rapport |               | Lima Publik: 10 000 Domare: Mario Díaz de Vivar (Paraguay) | Lima Publik: 10 000 Domare: Mario Díaz de Vivar (Paraguay) |
| 19:45 UTC−5 | 19:45 UTC−5   |                  |                 |               | Lima Publik: 10 000 Domare: Mario Díaz de Vivar (Paraguay) | Lima Publik: 10 000 Domare: Mario Díaz de Vivar (Paraguay) |
| 19:45 UTC−5 | 19:45 UTC−5   |                  |                 |               | Lima Publik: 10 000 Domare: Mario Díaz de Vivar (Paraguay) | Lima Publik: 10 000 Domare: Mario Díaz de Vivar (Paraguay) |

|             | 19 april 2017 | Santa Fe | 0 – 0           | Santos | Estadio El Campín                             |                                               |
| 19:45 UTC−5 | 19:45 UTC−5   |          | (0 – 0) Rapport |        | Bogotá Domare: Fernando Rapallini (Argentina) | Bogotá Domare: Fernando Rapallini (Argentina) |
| 19:45 UTC−5 | 19:45 UTC−5   |          |                 |        | Bogotá Domare: Fernando Rapallini (Argentina) | Bogotá Domare: Fernando Rapallini (Argentina) |
| 19:45 UTC−5 | 19:45 UTC−5   |          |                 |        | Bogotá Domare: Fernando Rapallini (Argentina) | Bogotá Domare: Fernando Rapallini (Argentina) |

|             | 4 maj 2017  | The Strongest                                                                                  | 5 – 1           | Sporting Cristal          | Estadio Hernando Siles                    |                                           |
| 18:30 UTC−4 | 18:30 UTC−4 | Matías Alonso 18′ (str.), 36′ Alejandro Chumacero 30′ Fernando Martelli 61′ Wálter Veizaga 70′ | (3 – 0) Rapport | 52′ (sjm.) Diego Bejarano | La Paz Domare: Mauro Vigliano (Argentina) | La Paz Domare: Mauro Vigliano (Argentina) |
| 18:30 UTC−4 | 18:30 UTC−4 |                                                                                                |                 |                           | La Paz Domare: Mauro Vigliano (Argentina) | La Paz Domare: Mauro Vigliano (Argentina) |
| 18:30 UTC−4 | 18:30 UTC−4 |                                                                                                |                 |                           | La Paz Domare: Mauro Vigliano (Argentina) | La Paz Domare: Mauro Vigliano (Argentina) |

|             | 4 maj 2017  | Santos                                                  | 3 – 2           | Santa Fe                               | Estádio Urbano Caldeira               |                                       |
| 21:45 UTC−3 | 21:45 UTC−3 | Ricardo Oliveira 3′ Vitor Bueno 34′ Lucas Veríssimo 77′ | (2 – 2) Rapport | 33′ Johan Arango 40′ Baldomero Perlaza | Santos Domare: Andrés Cunha (Uruguay) | Santos Domare: Andrés Cunha (Uruguay) |
| 21:45 UTC−3 | 21:45 UTC−3 |                                                         |                 |                                        | Santos Domare: Andrés Cunha (Uruguay) | Santos Domare: Andrés Cunha (Uruguay) |
| 21:45 UTC−3 | 21:45 UTC−3 |                                                         |                 |                                        | Santos Domare: Andrés Cunha (Uruguay) | Santos Domare: Andrés Cunha (Uruguay) |

|             | 17 maj 2017 | Sporting Cristal | 0 – 2           | Santa Fe                              | Estadio Nacional de Lima               |                                        |
| 17:30 UTC−5 | 17:30 UTC−5 |                  | (0 – 1) Rapport | 19′ Johan Arango 90+1′ Anderson Plata | Lima Domare: Néstor Pitana (Argentina) | Lima Domare: Néstor Pitana (Argentina) |
| 17:30 UTC−5 | 17:30 UTC−5 |                  |                 |                                       | Lima Domare: Néstor Pitana (Argentina) | Lima Domare: Néstor Pitana (Argentina) |
| 17:30 UTC−5 | 17:30 UTC−5 |                  |                 |                                       | Lima Domare: Néstor Pitana (Argentina) | Lima Domare: Néstor Pitana (Argentina) |

|             | 17 maj 2017 | The Strongest           | 1 – 1           | Santos          | Estadio Hernando Siles                   |                                          |
| 18:30 UTC−4 | 18:30 UTC−4 | Alejandro Chumacero 39′ | (1 – 0) Rapport | 67′ Vitor Bueno | La Paz Domare: Darío Herrera (Argentina) | La Paz Domare: Darío Herrera (Argentina) |
| 18:30 UTC−4 | 18:30 UTC−4 |                         |                 |                 | La Paz Domare: Darío Herrera (Argentina) | La Paz Domare: Darío Herrera (Argentina) |
| 18:30 UTC−4 | 18:30 UTC−4 |                         |                 |                 | La Paz Domare: Darío Herrera (Argentina) | La Paz Domare: Darío Herrera (Argentina) |

|             | 23 maj 2017 | Santos                                                   | 4 – 0           | Sporting Cristal | Estádio Urbano Caldeira               |                                       |
| 21:45 UTC−3 | 21:45 UTC−3 | David Braz 19′, 71′ Ricardo Oliveira 22′ Vitor Bueno 66′ | (2 – 0) Rapport |                  | Santos Domare: José Méndez (Paraguay) | Santos Domare: José Méndez (Paraguay) |
| 21:45 UTC−3 | 21:45 UTC−3 |                                                          |                 |                  | Santos Domare: José Méndez (Paraguay) | Santos Domare: José Méndez (Paraguay) |
| 21:45 UTC−3 | 21:45 UTC−3 |                                                          |                 |                  | Santos Domare: José Méndez (Paraguay) | Santos Domare: José Méndez (Paraguay) |

|             | 23 maj 2017 | Santa Fe        | 1 – 1           | The Strongest           | Estadio El Campín                         |                                           |
| 19:45 UTC−5 | 19:45 UTC−5 | Damir Céter 25′ | (1 – 1) Rapport | 38′ (sjm.) Javier López | Bogotá Domare: Enrique Cáceres (Paraguay) | Bogotá Domare: Enrique Cáceres (Paraguay) |
| 19:45 UTC−5 | 19:45 UTC−5 |                 |                 |                         | Bogotá Domare: Enrique Cáceres (Paraguay) | Bogotá Domare: Enrique Cáceres (Paraguay) |
| 19:45 UTC−5 | 19:45 UTC−5 |                 |                 |                         | Bogotá Domare: Enrique Cáceres (Paraguay) | Bogotá Domare: Enrique Cáceres (Paraguay) |

### Grupp 3
| Nr | Lag ( )                | S | V | O | F | GM | IM | MS | P  |
| -- | ---------------------- | - | - | - | - | -- | -- | -- | -- |
| 1  | River Plate            | 6 | 4 | 1 | 1 | 14 | 9  | +5 | 13 |
| 2  | Emelec                 | 6 | 3 | 1 | 2 | 8  | 5  | +3 | 10 |
| 3  | Independiente Medellín | 6 | 3 | 0 | 3 | 8  | 8  | 0  | 9  |
| 4  | Melgar                 | 6 | 1 | 0 | 5 | 6  | 14 | −8 | 3  |

| Hemma \ Borta          | Ecuador | Colombia | Peru | Argentina |
| Emelec                 | —       | 1–0      | 3–0  | 1–2       |
| Independiente Medellín | 1–2     | —        | 2–0  | 1–3       |
| Melgar                 | 1–0     | 1–2      | —    | 2–3       |
| River Plate            | 1–1     | 1–2      | 4–2  | —         |

|             | 14 mars 2017 | Melgar                | 1 – 0           | Emelec | Estadio Melgar                                           |                                                          |
| 17:30 UTC−5 | 17:30 UTC−5  | Luis García Uribe 76′ | (0 – 0) Rapport |        | Arequipa Publik: 15 000 Domare: Sandro Ricci (Brasilien) | Arequipa Publik: 15 000 Domare: Sandro Ricci (Brasilien) |
| 17:30 UTC−5 | 17:30 UTC−5  |                       |                 |        | Arequipa Publik: 15 000 Domare: Sandro Ricci (Brasilien) | Arequipa Publik: 15 000 Domare: Sandro Ricci (Brasilien) |
| 17:30 UTC−5 | 17:30 UTC−5  |                       |                 |        | Arequipa Publik: 15 000 Domare: Sandro Ricci (Brasilien) | Arequipa Publik: 15 000 Domare: Sandro Ricci (Brasilien) |

|             | 15 mars 2017 | Independiente Medellín            | 1 – 3           | River Plate                                                             | Atanasio Girardot Sports Complex                           |                                                            |
| 19:00 UTC−3 | 19:00 UTC−3  | Juan Fernando Quintero 88′ (str.) | (0 – 2) Rapport | 29′ (str.) Lucas Alario 33′ Sebastián Driussi 51′ Lucas Martínez Quarta | Medellín Publik: 40 482 Domare: Wilton Sampaio (Brasilien) | Medellín Publik: 40 482 Domare: Wilton Sampaio (Brasilien) |
| 19:00 UTC−3 | 19:00 UTC−3  |                                   |                 |                                                                         | Medellín Publik: 40 482 Domare: Wilton Sampaio (Brasilien) | Medellín Publik: 40 482 Domare: Wilton Sampaio (Brasilien) |
| 19:00 UTC−3 | 19:00 UTC−3  |                                   |                 |                                                                         | Medellín Publik: 40 482 Domare: Wilton Sampaio (Brasilien) | Medellín Publik: 40 482 Domare: Wilton Sampaio (Brasilien) |

|             | 13 april 2017 | Emelec              | 1 – 0           | Independiente Medellín | Estadio George Capwell                                |                                                       |
| 17:30 UTC−5 | 17:30 UTC−5   | Ayrton Preciado 66′ | (0 – 0) Rapport |                        | Guayaquil Domare: Luiz Flávio de Oliveira (Brasilien) | Guayaquil Domare: Luiz Flávio de Oliveira (Brasilien) |
| 17:30 UTC−5 | 17:30 UTC−5   |                     |                 |                        | Guayaquil Domare: Luiz Flávio de Oliveira (Brasilien) | Guayaquil Domare: Luiz Flávio de Oliveira (Brasilien) |
| 17:30 UTC−5 | 17:30 UTC−5   |                     |                 |                        | Guayaquil Domare: Luiz Flávio de Oliveira (Brasilien) | Guayaquil Domare: Luiz Flávio de Oliveira (Brasilien) |

|             | 13 april 2017 | River Plate                                                                | 4 – 2           | Melgar                  | Estadio Monumental Antonio Vespucio Liberti |                                            |
| 21:00 UTC−3 | 21:00 UTC−3   | Ignacio Fernández 17′ Sebastián Driussi 21′, 66′ Lucas Martínez Quarta 26′ | (3 – 2) Rapport | 4′, 24′ Emanuel Herrera | Buenos Aires Domare: Raúl Orosco (Bolivia)  | Buenos Aires Domare: Raúl Orosco (Bolivia) |
| 21:00 UTC−3 | 21:00 UTC−3   |                                                                            |                 |                         | Buenos Aires Domare: Raúl Orosco (Bolivia)  | Buenos Aires Domare: Raúl Orosco (Bolivia) |
| 21:00 UTC−3 | 21:00 UTC−3   |                                                                            |                 |                         | Buenos Aires Domare: Raúl Orosco (Bolivia)  | Buenos Aires Domare: Raúl Orosco (Bolivia) |

|             | 20 april 2017 | Independiente Medellín                         | 2 – 0           | Melgar | Atanasio Girardot Sports Complex           |                                            |
| 19:00 UTC−5 | 19:00 UTC−5   | Valentín Viola 12′ Andrés Mosquera Guardia 63′ | (1 – 0) Rapport |        | Medellín Domare: Leodán González (Uruguay) | Medellín Domare: Leodán González (Uruguay) |
| 19:00 UTC−5 | 19:00 UTC−5   |                                                |                 |        | Medellín Domare: Leodán González (Uruguay) | Medellín Domare: Leodán González (Uruguay) |
| 19:00 UTC−5 | 19:00 UTC−5   |                                                |                 |        | Medellín Domare: Leodán González (Uruguay) | Medellín Domare: Leodán González (Uruguay) |

|             | 27 april 2017 | Emelec             | 1 – 2           | River Plate                        | Estadio George Capwell                  |                                         |
| 19:00 UTC−5 | 19:00 UTC−5   | Ayrton Preciado 1′ | (1 – 1) Rapport | 41′ Jorge Moreira 80′ Lucas Alario | Guayaquil Domare: Roberto Tobar (Chile) | Guayaquil Domare: Roberto Tobar (Chile) |
| 19:00 UTC−5 | 19:00 UTC−5   |                    |                 |                                    | Guayaquil Domare: Roberto Tobar (Chile) | Guayaquil Domare: Roberto Tobar (Chile) |
| 19:00 UTC−5 | 19:00 UTC−5   |                    |                 |                                    | Guayaquil Domare: Roberto Tobar (Chile) | Guayaquil Domare: Roberto Tobar (Chile) |

|             | 26 april 2017 | Melgar              | 1 – 2           | Independiente Medellín                           | Estadio Melgar                                |                                               |
| 19:00 UTC−5 | 19:00 UTC−5   | Emanuel Herrera 69′ | (0 – 0) Rapport | 72′ Marlon Piedrahita 74′ Juan Fernando Quintero | Arequipa Domare: Anderson Daronco (Brasilien) | Arequipa Domare: Anderson Daronco (Brasilien) |
| 19:00 UTC−5 | 19:00 UTC−5   |                     |                 |                                                  | Arequipa Domare: Anderson Daronco (Brasilien) | Arequipa Domare: Anderson Daronco (Brasilien) |
| 19:00 UTC−5 | 19:00 UTC−5   |                     |                 |                                                  | Arequipa Domare: Anderson Daronco (Brasilien) | Arequipa Domare: Anderson Daronco (Brasilien) |

|             | 10 maj 2017 | River Plate             | 1 – 1           | Emelec              | Estadio Monumental Antonio Vespucio Liberti       |                                                   |
| 19:15 UTC−3 | 19:15 UTC−3 | Rodrigo Mora 67′ (str.) | (0 – 0) Rapport | 59′ Ayrton Preciado | Buenos Aires Domare: Anderson Daronco (Brasilien) | Buenos Aires Domare: Anderson Daronco (Brasilien) |
| 19:15 UTC−3 | 19:15 UTC−3 |                         |                 |                     | Buenos Aires Domare: Anderson Daronco (Brasilien) | Buenos Aires Domare: Anderson Daronco (Brasilien) |
| 19:15 UTC−3 | 19:15 UTC−3 |                         |                 |                     | Buenos Aires Domare: Anderson Daronco (Brasilien) | Buenos Aires Domare: Anderson Daronco (Brasilien) |

|             | 16 maj 2017 | Independiente Medellín | 1 – 2           | Emelec                        | Atanasio Girardot Sports Complex            |                                             |
| 21:15 UTC−5 | 21:15 UTC−5 | Valentín Viola 17′     | (1 – 2) Rapport | 3′, 26′ Brayan Angulo Tenorio | Medellín Domare: Daniel Fedorczuk (Uruguay) | Medellín Domare: Daniel Fedorczuk (Uruguay) |
| 21:15 UTC−5 | 21:15 UTC−5 |                        |                 |                               | Medellín Domare: Daniel Fedorczuk (Uruguay) | Medellín Domare: Daniel Fedorczuk (Uruguay) |
| 21:15 UTC−5 | 21:15 UTC−5 |                        |                 |                               | Medellín Domare: Daniel Fedorczuk (Uruguay) | Medellín Domare: Daniel Fedorczuk (Uruguay) |

|             | 18 maj 2017 | Melgar                                 | 2 – 3           | River Plate                                              | Estadio Melgar                                |                                               |
| 19:00 UTC−5 | 19:00 UTC−5 | Omar Fernández 23′ Emanuel Herrera 61′ | (1 – 2) Rapport | 11′ Lucas Alario 19′ Camilo Mayada 69′ Ignacio Fernández | Arequipa Domare: Jesús Valenzuela (Venezuela) | Arequipa Domare: Jesús Valenzuela (Venezuela) |
| 19:00 UTC−5 | 19:00 UTC−5 |                                        |                 |                                                          | Arequipa Domare: Jesús Valenzuela (Venezuela) | Arequipa Domare: Jesús Valenzuela (Venezuela) |
| 19:00 UTC−5 | 19:00 UTC−5 |                                        |                 |                                                          | Arequipa Domare: Jesús Valenzuela (Venezuela) | Arequipa Domare: Jesús Valenzuela (Venezuela) |

|             | 25 maj 2017 | River Plate     | 1 – 2           | Independiente Medellín                                | Estadio Monumental Antonio Vespucio Liberti    |                                                |
| 19:30 UTC−3 | 19:30 UTC−3 | Arturo Mina 82′ | (0 – 0) Rapport | 47′ John Édison Hernández 55′ Andrés Mosquera Guardia | Buenos Aires Domare: Raphael Claus (Brasilien) | Buenos Aires Domare: Raphael Claus (Brasilien) |
| 19:30 UTC−3 | 19:30 UTC−3 |                 |                 |                                                       | Buenos Aires Domare: Raphael Claus (Brasilien) | Buenos Aires Domare: Raphael Claus (Brasilien) |
| 19:30 UTC−3 | 19:30 UTC−3 |                 |                 |                                                       | Buenos Aires Domare: Raphael Claus (Brasilien) | Buenos Aires Domare: Raphael Claus (Brasilien) |

|             | 25 maj 2017 | Emelec                                                                            | 3 – 0           | Melgar | Estadio George Capwell                      |                                             |
| 17:30 UTC−5 | 17:30 UTC−5 | Carlos Alfredo Orejuela Quiñónez 27′ Pedro Quiñónez 49′ Brayan Angulo Tenorio 78′ | (1 – 0) Rapport |        | Guayaquil Domare: Leodán González (Uruguay) | Guayaquil Domare: Leodán González (Uruguay) |
| 17:30 UTC−5 | 17:30 UTC−5 |                                                                                   |                 |        | Guayaquil Domare: Leodán González (Uruguay) | Guayaquil Domare: Leodán González (Uruguay) |
| 17:30 UTC−5 | 17:30 UTC−5 |                                                                                   |                 |        | Guayaquil Domare: Leodán González (Uruguay) | Guayaquil Domare: Leodán González (Uruguay) |

### Grupp 4
| Nr | Lag ( )              | S | V | O | F | GM | IM | MS | P  |
| -- | -------------------- | - | - | - | - | -- | -- | -- | -- |
| 1  | San Lorenzo          | 6 | 3 | 1 | 2 | 8  | 8  | 0  | 10 |
| 2  | Atlético Paranaense  | 6 | 3 | 1 | 2 | 9  | 10 | −1 | 10 |
| 3  | Flamengo             | 6 | 3 | 0 | 3 | 11 | 7  | +4 | 9  |
| 4  | Universidad Católica | 6 | 1 | 2 | 3 | 8  | 11 | −3 | 5  |

| Hemma \ Borta        | Brasilien | Brasilien | Argentina | Chile |
| Atlético Paranaense  | —         | 2–1       | 0–3       | 2–2   |
| Flamengo             | 2–1       | —         | 4–0       | 3–1   |
| San Lorenzo          | 0–1       | 2–1       | —         | 2–1   |
| Universidad Católica | 2–3       | 1–0       | 1–1       | —     |

|             | 7 mars 2017 | Atlético Paranaense         | 2 – 2           | Universidad Católica              | Arena da Baixada                                          |                                                           |
| 21:00 UTC−3 | 21:00 UTC−3 | Lucho González 4′ Nikão 75′ | (1 – 0) Rapport | 85′ David Llanos 90′ Ricardo Noir | Curitiba Publik: 24 100 Domare: Ulises Mereles (Paraguay) | Curitiba Publik: 24 100 Domare: Ulises Mereles (Paraguay) |
| 21:00 UTC−3 | 21:00 UTC−3 |                             |                 |                                   | Curitiba Publik: 24 100 Domare: Ulises Mereles (Paraguay) | Curitiba Publik: 24 100 Domare: Ulises Mereles (Paraguay) |
| 21:00 UTC−3 | 21:00 UTC−3 |                             |                 |                                   | Curitiba Publik: 24 100 Domare: Ulises Mereles (Paraguay) | Curitiba Publik: 24 100 Domare: Ulises Mereles (Paraguay) |

|             | 8 mars 2017 | Flamengo                                                                                        | 4 – 0           | San Lorenzo | Maracanã                                                     |                                                              |
| 21:45 UTC−3 | 21:45 UTC−3 | Diego Ribas da Cunha 48′ Miguel Trauco 61′ Rômulo Borges Monteiro 70′ Gabriel Santana Pinto 87′ | (0 – 0) Rapport |             | Rio de Janeiro Publik: 53 000 Domare: Andrés Cunha (Uruguay) | Rio de Janeiro Publik: 53 000 Domare: Andrés Cunha (Uruguay) |
| 21:45 UTC−3 | 21:45 UTC−3 |                                                                                                 |                 |             | Rio de Janeiro Publik: 53 000 Domare: Andrés Cunha (Uruguay) | Rio de Janeiro Publik: 53 000 Domare: Andrés Cunha (Uruguay) |
| 21:45 UTC−3 | 21:45 UTC−3 |                                                                                                 |                 |             | Rio de Janeiro Publik: 53 000 Domare: Andrés Cunha (Uruguay) | Rio de Janeiro Publik: 53 000 Domare: Andrés Cunha (Uruguay) |

|             | 15 mars 2017 | San Lorenzo | 0 – 1           | Atlético Paranaense | Estadio Pedro Bidegain                                      |                                                             |
| 19:30 UTC−3 | 19:30 UTC−3  |             | (0 – 1) Rapport | 3′ Lucho González   | Buenos Aires Publik: 8 000 Domare: Roddy Zambrano (Ecuador) | Buenos Aires Publik: 8 000 Domare: Roddy Zambrano (Ecuador) |
| 19:30 UTC−3 | 19:30 UTC−3  |             |                 |                     | Buenos Aires Publik: 8 000 Domare: Roddy Zambrano (Ecuador) | Buenos Aires Publik: 8 000 Domare: Roddy Zambrano (Ecuador) |
| 19:30 UTC−3 | 19:30 UTC−3  |             |                 |                     | Buenos Aires Publik: 8 000 Domare: Roddy Zambrano (Ecuador) | Buenos Aires Publik: 8 000 Domare: Roddy Zambrano (Ecuador) |

|             | 15 mars 2017 | Universidad Católica | 1 – 0           | Flamengo | Estadio San Carlos de Apoquindo                     |                                                     |
| 21:45 UTC−3 | 21:45 UTC−3  | Santiago Silva 74′   | (0 – 0) Rapport |          | Las Condes Publik: 14 000 Domare: Diego Haro (Peru) | Las Condes Publik: 14 000 Domare: Diego Haro (Peru) |
| 21:45 UTC−3 | 21:45 UTC−3  |                      |                 |          | Las Condes Publik: 14 000 Domare: Diego Haro (Peru) | Las Condes Publik: 14 000 Domare: Diego Haro (Peru) |
| 21:45 UTC−3 | 21:45 UTC−3  |                      |                 |          | Las Condes Publik: 14 000 Domare: Diego Haro (Peru) | Las Condes Publik: 14 000 Domare: Diego Haro (Peru) |

|             | 12 april 2017 | Universidad Católica | 1 – 1           | San Lorenzo        | Estadio San Carlos de Apoquindo               |                                               |
| 21:00 UTC−3 | 21:00 UTC−3   | Diego Buonanotte 49′ | (0 – 1) Rapport | 19′ Nicolás Blandi | Las Condes Domare: Enrique Cáceres (Paraguay) | Las Condes Domare: Enrique Cáceres (Paraguay) |
| 21:00 UTC−3 | 21:00 UTC−3   |                      |                 |                    | Las Condes Domare: Enrique Cáceres (Paraguay) | Las Condes Domare: Enrique Cáceres (Paraguay) |
| 21:00 UTC−3 | 21:00 UTC−3   |                      |                 |                    | Las Condes Domare: Enrique Cáceres (Paraguay) | Las Condes Domare: Enrique Cáceres (Paraguay) |

|             | 12 april 2017 | Flamengo                                   | 2 – 1           | Atlético Paranaense | Maracanã                                                          |                                                                   |
| 21:45 UTC−3 | 21:45 UTC−3   | Paolo Guerrero 6′ Diego Ribas da Cunha 15′ | (2 – 0) Rapport | 58′ Nikão           | Rio de Janeiro Publik: 53 000 Domare: Wilson Lamouroux (Colombia) | Rio de Janeiro Publik: 53 000 Domare: Wilson Lamouroux (Colombia) |
| 21:45 UTC−3 | 21:45 UTC−3   |                                            |                 |                     | Rio de Janeiro Publik: 53 000 Domare: Wilson Lamouroux (Colombia) | Rio de Janeiro Publik: 53 000 Domare: Wilson Lamouroux (Colombia) |
| 21:45 UTC−3 | 21:45 UTC−3   |                                            |                 |                     | Rio de Janeiro Publik: 53 000 Domare: Wilson Lamouroux (Colombia) | Rio de Janeiro Publik: 53 000 Domare: Wilson Lamouroux (Colombia) |

|             | 25 april 2017 | San Lorenzo                           | 2 – 1           | Universidad Católica | Estadio Pedro Bidegain                          |                                                 |
| 21:00 UTC−3 | 21:00 UTC−3   | Nicolás Blandi 35′ Nahuel Barrios 85′ | (1 – 0) Rapport | 77′ Fernando Cordero | Buenos Aires Domare: Daniel Fedorczuk (Uruguay) | Buenos Aires Domare: Daniel Fedorczuk (Uruguay) |
| 21:00 UTC−3 | 21:00 UTC−3   |                                       |                 |                      | Buenos Aires Domare: Daniel Fedorczuk (Uruguay) | Buenos Aires Domare: Daniel Fedorczuk (Uruguay) |
| 21:00 UTC−3 | 21:00 UTC−3   |                                       |                 |                      | Buenos Aires Domare: Daniel Fedorczuk (Uruguay) | Buenos Aires Domare: Daniel Fedorczuk (Uruguay) |

|             | 26 april 2017 | Atlético Paranaense                | 2 – 1           | Flamengo         | Arena da Baixada                         |                                          |
| 21:45 UTC−3 | 21:45 UTC−3   | Thiago Heleno 35′ Felipe Gedoz 87′ | (1 – 0) Rapport | 89′ Willian Arão | Curitiba Domare: José Argote (Venezuela) | Curitiba Domare: José Argote (Venezuela) |
| 21:45 UTC−3 | 21:45 UTC−3   |                                    |                 |                  | Curitiba Domare: José Argote (Venezuela) | Curitiba Domare: José Argote (Venezuela) |
| 21:45 UTC−3 | 21:45 UTC−3   |                                    |                 |                  | Curitiba Domare: José Argote (Venezuela) | Curitiba Domare: José Argote (Venezuela) |

|             | 3 maj 2017  | Atlético Paranaense | 0 – 3           | San Lorenzo                                         | Arena da Baixada                          |                                           |
| 21:00 UTC−3 | 21:00 UTC−3 |                     | (0 – 1) Rapport | 13′ Paulo Díaz 67′ Nicolás Blandi 90+1′ Rubén Botta | Curitiba Domare: Wilmar Roldán (Colombia) | Curitiba Domare: Wilmar Roldán (Colombia) |
| 21:00 UTC−3 | 21:00 UTC−3 |                     |                 |                                                     | Curitiba Domare: Wilmar Roldán (Colombia) | Curitiba Domare: Wilmar Roldán (Colombia) |
| 21:00 UTC−3 | 21:00 UTC−3 |                     |                 |                                                     | Curitiba Domare: Wilmar Roldán (Colombia) | Curitiba Domare: Wilmar Roldán (Colombia) |

|             | 3 maj 2017  | Flamengo                                         | 3 – 1           | Universidad Católica | Maracanã                                      |                                               |
| 21:45 UTC−3 | 21:45 UTC−3 | Rodinei 50′ Paolo Guerrero 72′ Miguel Trauco 85′ | (0 – 0) Rapport | 66′ Santiago Silva   | Rio de Janeiro Domare: Víctor Carrillo (Peru) | Rio de Janeiro Domare: Víctor Carrillo (Peru) |
| 21:45 UTC−3 | 21:45 UTC−3 |                                                  |                 |                      | Rio de Janeiro Domare: Víctor Carrillo (Peru) | Rio de Janeiro Domare: Víctor Carrillo (Peru) |
| 21:45 UTC−3 | 21:45 UTC−3 |                                                  |                 |                      | Rio de Janeiro Domare: Víctor Carrillo (Peru) | Rio de Janeiro Domare: Víctor Carrillo (Peru) |

|             | 17 maj 2017 | San Lorenzo                                  | 2 – 1           | Flamengo    | Estadio Pedro Bidegain                          |                                                 |
| 21:45 UTC−3 | 21:45 UTC−3 | Marcos Angeleri 74′ Fernando Belluschi 90+1′ | (0 – 1) Rapport | 13′ Rodinei | Buenos Aires Domare: Enrique Cáceres (Paraguay) | Buenos Aires Domare: Enrique Cáceres (Paraguay) |
| 21:45 UTC−3 | 21:45 UTC−3 |                                              |                 |             | Buenos Aires Domare: Enrique Cáceres (Paraguay) | Buenos Aires Domare: Enrique Cáceres (Paraguay) |
| 21:45 UTC−3 | 21:45 UTC−3 |                                              |                 |             | Buenos Aires Domare: Enrique Cáceres (Paraguay) | Buenos Aires Domare: Enrique Cáceres (Paraguay) |

|             | 17 maj 2017 | Universidad Católica                | 2 – 3           | Atlético Paranaense                                                   | Estadio San Carlos de Apoquindo               |                                               |
| 20:45 UTC−3 | 20:45 UTC−3 | Santiago Silva 35′ Ricardo Noir 84′ | (1 – 0) Rapport | 75′ Eduardo da Silva 81′ Douglas Coutinho 86′ Carlos Alberto de Jesus | Las Condes Domare: Jonhatan Fuentes (Uruguay) | Las Condes Domare: Jonhatan Fuentes (Uruguay) |
| 20:45 UTC−3 | 20:45 UTC−3 |                                     |                 |                                                                       | Las Condes Domare: Jonhatan Fuentes (Uruguay) | Las Condes Domare: Jonhatan Fuentes (Uruguay) |
| 20:45 UTC−3 | 20:45 UTC−3 |                                     |                 |                                                                       | Las Condes Domare: Jonhatan Fuentes (Uruguay) | Las Condes Domare: Jonhatan Fuentes (Uruguay) |

### Grupp 5
| Nr | Lag ( )           | S | V | O | F | GM | IM | MS | P  |
| -- | ----------------- | - | - | - | - | -- | -- | -- | -- |
| 1  | Palmeiras         | 6 | 4 | 1 | 1 | 13 | 9  | +4 | 13 |
| 2  | Jorge Wilstermann | 6 | 3 | 0 | 3 | 12 | 10 | +2 | 9  |
| 3  | Atlético Tucumán  | 6 | 2 | 1 | 3 | 8  | 10 | −2 | 7  |
| 4  | Peñarol           | 6 | 2 | 0 | 4 | 12 | 15 | −3 | 6  |

| Hemma \ Borta     | Argentina | Bolivia | Brasilien | Uruguay |
| Atlético Tucumán  | —         | 2–1     | 1–1       | 2–1     |
| Jorge Wilstermann | 2–1       | —       | 3–2       | 6–2     |
| Palmeiras         | 3–1       | 1–0     | —         | 3–2     |
| Peñarol           | 2–1       | 2–0     | 2–3       | —       |

|             | 7 mars 2017 | Jorge Wilstermann                                                                                       | 6 – 2           | Peñarol                         | Estadio Félix Capriles                                   |                                                          |
| 18:30 UTC−4 | 18:30 UTC−4 | José Gabriel Ríos 6′, 32′ Thomaz 26′ (str.) Edward Zenteno 73′ Rudy Cardozo 84′ (str.) Franco Olego 87′ | (3 – 0) Rapport | 48′, 69′ Gastón Rodríguez Maeso | Cochabamba Publik: 30 000 Domare: Víctor Carrillo (Peru) | Cochabamba Publik: 30 000 Domare: Víctor Carrillo (Peru) |
| 18:30 UTC−4 | 18:30 UTC−4 | |                 |                                 | Cochabamba Publik: 30 000 Domare: Víctor Carrillo (Peru) | Cochabamba Publik: 30 000 Domare: Víctor Carrillo (Peru) |
| 18:30 UTC−4 | 18:30 UTC−4 | |                 |                                 | Cochabamba Publik: 30 000 Domare: Víctor Carrillo (Peru) | Cochabamba Publik: 30 000 Domare: Víctor Carrillo (Peru) |

|             | 8 mars 2017 | Atlético Tucumán      | 1 – 1           | Palmeiras | Estadio Monumental José Fierro                                              |                                                                             |
| 21:45 UTC−3 | 21:45 UTC−3 | Fernando Zampedri 24′ | (1 – 1) Rapport | 39′ Keno  | San Miguel de Tucumán Publik: 35 000 Domare: Mario Díaz de Vivar (Paraguay) | San Miguel de Tucumán Publik: 35 000 Domare: Mario Díaz de Vivar (Paraguay) |
| 21:45 UTC−3 | 21:45 UTC−3 |                       |                 |           | San Miguel de Tucumán Publik: 35 000 Domare: Mario Díaz de Vivar (Paraguay) | San Miguel de Tucumán Publik: 35 000 Domare: Mario Díaz de Vivar (Paraguay) |
| 21:45 UTC−3 | 21:45 UTC−3 |                       |                 |           | San Miguel de Tucumán Publik: 35 000 Domare: Mario Díaz de Vivar (Paraguay) | San Miguel de Tucumán Publik: 35 000 Domare: Mario Díaz de Vivar (Paraguay) |

|             | 15 mars 2017 | Palmeiras        | 1 – 0           | Jorge Wilstermann | Allianz Parque                                          |                                                         |
| 21:45 UTC−3 | 21:45 UTC−3  | Yerry Mina 90+5′ | (0 – 0) Rapport |                   | São Paulo Publik: 40 000 Domare: Eduardo Gamboa (Chile) | São Paulo Publik: 40 000 Domare: Eduardo Gamboa (Chile) |
| 21:45 UTC−3 | 21:45 UTC−3  |                  |                 |                   | São Paulo Publik: 40 000 Domare: Eduardo Gamboa (Chile) | São Paulo Publik: 40 000 Domare: Eduardo Gamboa (Chile) |
| 21:45 UTC−3 | 21:45 UTC−3  |                  |                 |                   | São Paulo Publik: 40 000 Domare: Eduardo Gamboa (Chile) | São Paulo Publik: 40 000 Domare: Eduardo Gamboa (Chile) |

|             | 16 mars 2017 | Peñarol                                          | 2 – 1           | Atlético Tucumán      | Estadio Campeón del Siglo                                  |                                                            |
| 21:00 UTC−3 | 21:00 UTC−3  | Lucas Hernández Perdomo 66′ Mauricio Affonso 68′ | (0 – 0) Rapport | 60′ Cristian Menéndez | Montevideo Publik: 28 000 Domare: Wilmar Roldán (Colombia) | Montevideo Publik: 28 000 Domare: Wilmar Roldán (Colombia) |
| 21:00 UTC−3 | 21:00 UTC−3  |                                                  |                 |                       | Montevideo Publik: 28 000 Domare: Wilmar Roldán (Colombia) | Montevideo Publik: 28 000 Domare: Wilmar Roldán (Colombia) |
| 21:00 UTC−3 | 21:00 UTC−3  |                                                  |                 |                       | Montevideo Publik: 28 000 Domare: Wilmar Roldán (Colombia) | Montevideo Publik: 28 000 Domare: Wilmar Roldán (Colombia) |

|             | 11 april 2017 | Jorge Wilstermann                           | 2 – 1           | Atlético Tucumán   | Estadio Félix Capriles                                  |                                                         |
| 18:30 UTC−4 | 18:30 UTC−4   | Gilbert Álvarez 62′ Luis Carlos Cabezas 71′ | (0 – 0) Rapport | 55′ Jairo Palomino | Cochabamba Publik: 20 000 Domare: Roberto Tobar (Chile) | Cochabamba Publik: 20 000 Domare: Roberto Tobar (Chile) |
| 18:30 UTC−4 | 18:30 UTC−4   |                                             |                 |                    | Cochabamba Publik: 20 000 Domare: Roberto Tobar (Chile) | Cochabamba Publik: 20 000 Domare: Roberto Tobar (Chile) |
| 18:30 UTC−4 | 18:30 UTC−4   |                                             |                 |                    | Cochabamba Publik: 20 000 Domare: Roberto Tobar (Chile) | Cochabamba Publik: 20 000 Domare: Roberto Tobar (Chile) |

|             | 12 april 2017 | Palmeiras                                                                          | 3 – 2           | Peñarol                                    | Allianz Parque                                            |                                                           |
| 21:45 UTC−3 | 21:45 UTC−3   | Willian Gomes de Siqueira 46′ Eduardo Pereira Rodrigues 49′ Fabiano Leismann 90+9′ | (0 – 1) Rapport | 31′ Ramón Arias 74′ Gastón Rodríguez Maeso | São Paulo Publik: 38 483 Domare: Roddy Zambrano (Ecuador) | São Paulo Publik: 38 483 Domare: Roddy Zambrano (Ecuador) |
| 21:45 UTC−3 | 21:45 UTC−3   |                                                                                    |                 |                                            | São Paulo Publik: 38 483 Domare: Roddy Zambrano (Ecuador) | São Paulo Publik: 38 483 Domare: Roddy Zambrano (Ecuador) |
| 21:45 UTC−3 | 21:45 UTC−3   |                                                                                    |                 |                                            | São Paulo Publik: 38 483 Domare: Roddy Zambrano (Ecuador) | São Paulo Publik: 38 483 Domare: Roddy Zambrano (Ecuador) |

|             | 25 april 2017 | Atlético Tucumán                     | 2 – 1           | Jorge Wilstermann       | Estadio Monumental José Fierro                      |                                                     |
| 19:30 UTC−3 | 19:30 UTC−3   | Ignacio Canuto 50′ David Barbona 73′ | (0 – 0) Rapport | 78′ Luis Carlos Cabezas | San Miguel de Tucumán Domare: Juan Soto (Venezuela) | San Miguel de Tucumán Domare: Juan Soto (Venezuela) |
| 19:30 UTC−3 | 19:30 UTC−3   |                                      |                 |                         | San Miguel de Tucumán Domare: Juan Soto (Venezuela) | San Miguel de Tucumán Domare: Juan Soto (Venezuela) |
| 19:30 UTC−3 | 19:30 UTC−3   |                                      |                 |                         | San Miguel de Tucumán Domare: Juan Soto (Venezuela) | San Miguel de Tucumán Domare: Juan Soto (Venezuela) |

|             | 26 april 2017 | Peñarol                                                              | 3 – 2           | Palmeiras                                           | Estadio Campeón del Siglo                      |                                                |
| 21:45 UTC−3 | 21:45 UTC−3   | Omar Jesús Morales 35′ Cristhian Machado 40′ Rudy Cardozo 68′ (str.) | (2 – 1) Rapport | 45′ Alejandro Guerra 72′ (sjm.) Luis Carlos Cabezas | Montevideo Domare: Wilson Lamouroux (Colombia) | Montevideo Domare: Wilson Lamouroux (Colombia) |
| 21:45 UTC−3 | 21:45 UTC−3   |                                                                      |                 |                                                     | Montevideo Domare: Wilson Lamouroux (Colombia) | Montevideo Domare: Wilson Lamouroux (Colombia) |
| 21:45 UTC−3 | 21:45 UTC−3   |                                                                      |                 |                                                     | Montevideo Domare: Wilson Lamouroux (Colombia) | Montevideo Domare: Wilson Lamouroux (Colombia) |

|             | 2 maj 2017  | Atlético Tucumán                           | 2 – 1           | Peñarol                    | Estadio Monumental José Fierro                       |                                                      |
| 19:30 UTC−3 | 19:30 UTC−3 | Fernando Zampedri 76′ Leandro González 79′ | (0 – 0) Rapport | 83′ Gastón Rodríguez Maeso | San Miguel de Tucumán Domare: Julio Bascuñán (Chile) | San Miguel de Tucumán Domare: Julio Bascuñán (Chile) |
| 19:30 UTC−3 | 19:30 UTC−3 |                                            |                 |                            | San Miguel de Tucumán Domare: Julio Bascuñán (Chile) | San Miguel de Tucumán Domare: Julio Bascuñán (Chile) |
| 19:30 UTC−3 | 19:30 UTC−3 |                                            |                 |                            | San Miguel de Tucumán Domare: Julio Bascuñán (Chile) | San Miguel de Tucumán Domare: Julio Bascuñán (Chile) |

|             | 3 maj 2017  | Jorge Wilstermann                                                    | 3 – 2           | Palmeiras                                           | Estadio Félix Capriles                         |                                                |
| 20:45 UTC−4 | 20:45 UTC−4 | Omar Jesús Morales 35′ Cristhian Machado 40′ Rudy Cardozo 68′ (str.) | (2 – 1) Rapport | 45′ Alejandro Guerra 72′ (sjm.) Luis Carlos Cabezas | Cochabamba Domare: Wilson Lamouroux (Colombia) | Cochabamba Domare: Wilson Lamouroux (Colombia) |
| 20:45 UTC−4 | 20:45 UTC−4 |                                                                      |                 |                                                     | Cochabamba Domare: Wilson Lamouroux (Colombia) | Cochabamba Domare: Wilson Lamouroux (Colombia) |
| 20:45 UTC−4 | 20:45 UTC−4 |                                                                      |                 |                                                     | Cochabamba Domare: Wilson Lamouroux (Colombia) | Cochabamba Domare: Wilson Lamouroux (Colombia) |

|             | 24 maj 2017 | Peñarol                            | 2 – 0           | Jorge Wilstermann | Estadio Campeón del Siglo                  |                                            |
| 21:45 UTC−3 | 21:45 UTC−3 | Junior Arias 36′ Iván Villalba 41′ | (2 – 0) Rapport |                   | Montevideo Domare: Michael Espinoza (Peru) | Montevideo Domare: Michael Espinoza (Peru) |
| 21:45 UTC−3 | 21:45 UTC−3 |                                    |                 |                   | Montevideo Domare: Michael Espinoza (Peru) | Montevideo Domare: Michael Espinoza (Peru) |
| 21:45 UTC−3 | 21:45 UTC−3 |                                    |                 |                   | Montevideo Domare: Michael Espinoza (Peru) | Montevideo Domare: Michael Espinoza (Peru) |

|             | 24 maj 2017 | Palmeiras                                                   | 3 – 1           | Atlético Tucumán          | Allianz Parque                             |                                            |
| 21:45 UTC−5 | 21:45 UTC−5 | Yerry Mina 14′ Willian Gomes de Siqueira 68′ Zé Roberto 90′ | (1 – 0) Rapport | 56′ Luis Miguel Rodríguez | São Paulo Domare: Wilmar Roldán (Colombia) | São Paulo Domare: Wilmar Roldán (Colombia) |
| 21:45 UTC−5 | 21:45 UTC−5 |                                                             |                 |                           | São Paulo Domare: Wilmar Roldán (Colombia) | São Paulo Domare: Wilmar Roldán (Colombia) |
| 21:45 UTC−5 | 21:45 UTC−5 |                                                             |                 |                           | São Paulo Domare: Wilmar Roldán (Colombia) | São Paulo Domare: Wilmar Roldán (Colombia) |

### Grupp 6
| Nr | Lag ( )          | S | V | O | F | GM | IM | MS  | P  |
| -- | ---------------- | - | - | - | - | -- | -- | --- | -- |
| 1  | Atlético Mineiro | 6 | 4 | 1 | 1 | 17 | 6  | +11 | 13 |
| 2  | Godoy Cruz       | 6 | 3 | 2 | 1 | 10 | 8  | +2  | 11 |
| 3  | Libertad         | 6 | 1 | 3 | 2 | 7  | 9  | −2  | 6  |
| 4  | Sport Boys       | 6 | 0 | 2 | 4 | 8  | 19 | −11 | 2  |

| Hemma \ Borta    | Brasilien | Argentina | Paraguay | Bolivia |
| Atlético Mineiro | —         | 4–1       | 2–0      | 5–2     |
| Godoy Cruz       | 1–1       | —         | 1–1      | 2–0     |
| Libertad         | 1–0       | 1–2       | —        | 1–1     |
| Sport Boys       | 1–5       | 1–3       | 3–3      | —       |

|             | 8 mars 2017 | Sport Boys                                                          | 3 – 3           | Libertad                                          | Estadio Ramón Tahuichi Aguilera                           |                                                           |
| 18:30 UTC−4 | 18:30 UTC−4 | José Alfredo Castillo 39′ Alexis Messidoro 69′ Cristian Coimbra 81′ | (1 – 1) Rapport | 28′ Jesús Medina 61′, 73′ (str.) Santiago Salcedo | Santa Cruz Publik: 2 100 Domare: Roddy Zambrano (Ecuador) | Santa Cruz Publik: 2 100 Domare: Roddy Zambrano (Ecuador) |
| 18:30 UTC−4 | 18:30 UTC−4 |                                                                     |                 |                                                   | Santa Cruz Publik: 2 100 Domare: Roddy Zambrano (Ecuador) | Santa Cruz Publik: 2 100 Domare: Roddy Zambrano (Ecuador) |
| 18:30 UTC−4 | 18:30 UTC−4 |                                                                     |                 |                                                   | Santa Cruz Publik: 2 100 Domare: Roddy Zambrano (Ecuador) | Santa Cruz Publik: 2 100 Domare: Roddy Zambrano (Ecuador) |

|             | 8 mars 2017 | Godoy Cruz               | 1 – 1           | Atlético Mineiro | Estadio Malvinas Argentinas                                |                                                            |
| 19:30 UTC−3 | 19:30 UTC−3 | Javier Marcelo Correa 1′ | (1 – 0) Rapport | 50′ (str.) Fred  | Mendoza Publik: 15 000 Domare: Wilson Lamouroux (Colombia) | Mendoza Publik: 15 000 Domare: Wilson Lamouroux (Colombia) |
| 19:30 UTC−3 | 19:30 UTC−3 |                          |                 |                  | Mendoza Publik: 15 000 Domare: Wilson Lamouroux (Colombia) | Mendoza Publik: 15 000 Domare: Wilson Lamouroux (Colombia) |
| 19:30 UTC−3 | 19:30 UTC−3 |                          |                 |                  | Mendoza Publik: 15 000 Domare: Wilson Lamouroux (Colombia) | Mendoza Publik: 15 000 Domare: Wilson Lamouroux (Colombia) |

|             | 11 april 2017 | Libertad                 | 1 – 2           | Godoy Cruz              | Estadio Dr. Nicolás Léoz                    |                                             |
| 18:30 UTC−4 | 18:30 UTC−4   | Ángel Cardozo Lucena 21′ | (1 – 1) Rapport | 45′, 89′ Ángel González | Asunción Domare: Daniel Fedorczuk (Uruguay) | Asunción Domare: Daniel Fedorczuk (Uruguay) |
| 18:30 UTC−4 | 18:30 UTC−4   |                          |                 |                         | Asunción Domare: Daniel Fedorczuk (Uruguay) | Asunción Domare: Daniel Fedorczuk (Uruguay) |
| 18:30 UTC−4 | 18:30 UTC−4   |                          |                 |                         | Asunción Domare: Daniel Fedorczuk (Uruguay) | Asunción Domare: Daniel Fedorczuk (Uruguay) |

|             | 13 april 2017 | Atlético Mineiro                     | 5 – 2           | Sport Boys                              | Mineirão                                       |                                                |
| 21:45 UTC−3 | 21:45 UTC−3   | Robinho 4′ Fred 71′, 74′, 88′, 90+2′ | (1 – 1) Rapport | 10′ Carlos Tenorio 54′ Alexis Messidoro | Belo Horizonte Domare: José Argote (Venezuela) | Belo Horizonte Domare: José Argote (Venezuela) |
| 21:45 UTC−3 | 21:45 UTC−3   |                                      |                 |                                         | Belo Horizonte Domare: José Argote (Venezuela) | Belo Horizonte Domare: José Argote (Venezuela) |
| 21:45 UTC−3 | 21:45 UTC−3   |                                      |                 |                                         | Belo Horizonte Domare: José Argote (Venezuela) | Belo Horizonte Domare: José Argote (Venezuela) |

|             | 19 april 2017 | Libertad                 | 1 – 0           | Atlético Mineiro | Estadio Dr. Nicolás Léoz                |                                         |
| 20:45 UTC−4 | 20:45 UTC−4   | Ángel Cardozo Lucena 26′ | (1 – 0) Rapport |                  | Asunción Domare: Julio Bascuñán (Chile) | Asunción Domare: Julio Bascuñán (Chile) |
| 20:45 UTC−4 | 20:45 UTC−4   |                          |                 |                  | Asunción Domare: Julio Bascuñán (Chile) | Asunción Domare: Julio Bascuñán (Chile) |
| 20:45 UTC−4 | 20:45 UTC−4   |                          |                 |                  | Asunción Domare: Julio Bascuñán (Chile) | Asunción Domare: Julio Bascuñán (Chile) |

|             | 20 april 2017 | Godoy Cruz                                               | 2 – 0           | Sport Boys | Estadio Malvinas Argentinas          |                                      |
| 19:30 UTC−3 | 19:30 UTC−3   | Guillermo Matías Fernández 56′ Javier Marcelo Correa 73′ | (0 – 0) Rapport |            | Mendoza Domare: Omar Ponce (Ecuador) | Mendoza Domare: Omar Ponce (Ecuador) |
| 19:30 UTC−3 | 19:30 UTC−3   |                                                          |                 |            | Mendoza Domare: Omar Ponce (Ecuador) | Mendoza Domare: Omar Ponce (Ecuador) |
| 19:30 UTC−3 | 19:30 UTC−3   |                                                          |                 |            | Mendoza Domare: Omar Ponce (Ecuador) | Mendoza Domare: Omar Ponce (Ecuador) |

|             | 26 april 2017 | Atlético Mineiro             | 2 – 0           | Libertad | Mineirão                                           |                                                    |
| 19:30 UTC−3 | 19:30 UTC−3   | Robinho 71′ Juan Cazares 88′ | (0 – 0) Rapport |          | Belo Horizonte Domare: Wilson Lamouroux (Colombia) | Belo Horizonte Domare: Wilson Lamouroux (Colombia) |
| 19:30 UTC−3 | 19:30 UTC−3   |                              |                 |          | Belo Horizonte Domare: Wilson Lamouroux (Colombia) | Belo Horizonte Domare: Wilson Lamouroux (Colombia) |
| 19:30 UTC−3 | 19:30 UTC−3   |                              |                 |          | Belo Horizonte Domare: Wilson Lamouroux (Colombia) | Belo Horizonte Domare: Wilson Lamouroux (Colombia) |

|             | 27 april 2017 | Sport Boys           | 1 – 3           | Godoy Cruz                                                    | Estadio Félix Capriles                    |                                           |
| 20:45 UTC−4 | 20:45 UTC−4   | Jhersson Córdoba 69′ | (0 – 1) Rapport | 41′ Ángel González 65′ Juan Fernando Garro 85′ Gastón Giménez | Cochabamba Domare: Víctor Carrillo (Peru) | Cochabamba Domare: Víctor Carrillo (Peru) |
| 20:45 UTC−4 | 20:45 UTC−4   |                      |                 |                                                               | Cochabamba Domare: Víctor Carrillo (Peru) | Cochabamba Domare: Víctor Carrillo (Peru) |
| 20:45 UTC−4 | 20:45 UTC−4   |                      |                 |                                                               | Cochabamba Domare: Víctor Carrillo (Peru) | Cochabamba Domare: Víctor Carrillo (Peru) |

|             | 3 maj 2017  | Sport Boys                       | 1 – 5           | Atlético Mineiro                                                                  | Estadio Félix Capriles                          |                                                 |
| 18:30 UTC−4 | 18:30 UTC−4 | José Alfredo Castillo 41′ (str.) | (1 – 2) Rapport | 10′, 88′ Juan Cazares 16′ Rafael Moura 60′ Elias Mendes Trindade 62′ Rómulo Otero | Cochabamba Domare: Jesús Valenzuela (Venezuela) | Cochabamba Domare: Jesús Valenzuela (Venezuela) |
| 18:30 UTC−4 | 18:30 UTC−4 |                                  |                 |                                                                                   | Cochabamba Domare: Jesús Valenzuela (Venezuela) | Cochabamba Domare: Jesús Valenzuela (Venezuela) |
| 18:30 UTC−4 | 18:30 UTC−4 |                                  |                 |                                                                                   | Cochabamba Domare: Jesús Valenzuela (Venezuela) | Cochabamba Domare: Jesús Valenzuela (Venezuela) |

|             | 4 maj 2017  | Godoy Cruz              | 1 – 1           | Libertad             | Estadio Malvinas Argentinas           |                                       |
| 21:00 UTC−3 | 21:00 UTC−3 | Juan Fernando Garro 39′ | (1 – 1) Rapport | 23′ Danilo Santacruz | Mendoza Domare: Roberto Tobar (Chile) | Mendoza Domare: Roberto Tobar (Chile) |
| 21:00 UTC−3 | 21:00 UTC−3 |                         |                 |                      | Mendoza Domare: Roberto Tobar (Chile) | Mendoza Domare: Roberto Tobar (Chile) |
| 21:00 UTC−3 | 21:00 UTC−3 |                         |                 |                      | Mendoza Domare: Roberto Tobar (Chile) | Mendoza Domare: Roberto Tobar (Chile) |

|             | 16 maj 2017 | Atlético Mineiro                                          | 4 – 1           | Godoy Cruz              | Mineirão                                       |                                                |
| 21:00 UTC−3 | 21:00 UTC−3 | Juan Cazares 3′, 28′ Elias Mendes Trindade 45+1′ Fred 48′ | (3 – 0) Rapport | 72′ Juan Fernando Garro | Belo Horizonte Domare: Michael Espinoza (Peru) | Belo Horizonte Domare: Michael Espinoza (Peru) |
| 21:00 UTC−3 | 21:00 UTC−3 |                                                           |                 |                         | Belo Horizonte Domare: Michael Espinoza (Peru) | Belo Horizonte Domare: Michael Espinoza (Peru) |
| 21:00 UTC−3 | 21:00 UTC−3 |                                                           |                 |                         | Belo Horizonte Domare: Michael Espinoza (Peru) | Belo Horizonte Domare: Michael Espinoza (Peru) |

|             | 16 maj 2017 | Libertad                  | 1 – 1           | Sport Boys         | Estadio Dr. Nicolás Léoz                    |                                             |
| 20:00 UTC−4 | 20:00 UTC−4 | Rosauro Rivero 17′ (sjm.) | (1 – 0) Rapport | 70′ Juan Vogliotti | Asunción Domare: Adrián Cabello (Venezuela) | Asunción Domare: Adrián Cabello (Venezuela) |
| 20:00 UTC−4 | 20:00 UTC−4 |                           |                 |                    | Asunción Domare: Adrián Cabello (Venezuela) | Asunción Domare: Adrián Cabello (Venezuela) |
| 20:00 UTC−4 | 20:00 UTC−4 |                           |                 |                    | Asunción Domare: Adrián Cabello (Venezuela) | Asunción Domare: Adrián Cabello (Venezuela) |

### Grupp 7
| Nr | Lag ( )     | S | V | O | F | GM | IM | MS  | P  |
| -- | ----------- | - | - | - | - | -- | -- | --- | -- |
| 1  | Lanús       | 6 | 4 | 1 | 1 | 13 | 3  | +10 | 13 |
| 2  | Nacional    | 6 | 2 | 2 | 2 | 5  | 3  | +2  | 8  |
| 3  | Chapecoense | 6 | 2 | 1 | 3 | 6  | 12 | −6  | 7  |
| 4  | Zulia       | 6 | 1 | 2 | 3 | 4  | 10 | −6  | 5  |

| Hemma \ Borta | Brasilien | Argentina | Uruguay | Venezuela |
| Chapecoense   | —         | 1–3       | 1–1     | 2–1       |
| Lanús         | 3–0       | —         | 0–1     | 5–0       |
| Nacional      | 3–0       | 0–1       | —       | 0–1       |
| Zulia         | 1–2       | 1–1       | 0–0     | —         |

|             | 7 mars 2017 | Zulia           | 1 – 2           | Chapecoense                   | Estadio José Pachencho Romero                         |                                                       |
| 20:45 UTC−4 | 20:45 UTC−4 | Juan Arango 77′ | (0 – 1) Rapport | 32′ Reinaldo 68′ Luiz Antônio | Maracaibo Publik: 36 000 Domare: Omar Ponce (Ecuador) | Maracaibo Publik: 36 000 Domare: Omar Ponce (Ecuador) |
| 20:45 UTC−4 | 20:45 UTC−4 |                 |                 |                               | Maracaibo Publik: 36 000 Domare: Omar Ponce (Ecuador) | Maracaibo Publik: 36 000 Domare: Omar Ponce (Ecuador) |
| 20:45 UTC−4 | 20:45 UTC−4 |                 |                 |                               | Maracaibo Publik: 36 000 Domare: Omar Ponce (Ecuador) | Maracaibo Publik: 36 000 Domare: Omar Ponce (Ecuador) |

|             | 9 mars 2017 | Lanús | 0 – 1           | Nacional          | Estadio Ciudad de Lanús – Néstor Díaz Pérez        |                                                    |
| 21:00 UTC−3 | 21:00 UTC−3 |       | (0 – 1) Rapport | 25′ Hugo Silveira | Lanús Publik: 18 000 Domare: Roberto Tobar (Chile) | Lanús Publik: 18 000 Domare: Roberto Tobar (Chile) |
| 21:00 UTC−3 | 21:00 UTC−3 |       |                 |                   | Lanús Publik: 18 000 Domare: Roberto Tobar (Chile) | Lanús Publik: 18 000 Domare: Roberto Tobar (Chile) |
| 21:00 UTC−3 | 21:00 UTC−3 |       |                 |                   | Lanús Publik: 18 000 Domare: Roberto Tobar (Chile) | Lanús Publik: 18 000 Domare: Roberto Tobar (Chile) |

|             | 15 mars 2017 | Nacional | 0 – 1           | Zulia                  | Estadio Gran Parque Central                                   |                                                               |
| 19:30 UTC−3 | 19:30 UTC−3  |          | (0 – 1) Rapport | 30′ Jefferson Savarino | Montevideo Publik: 18 000 Domare: Wilson Lamouroux (Colombia) | Montevideo Publik: 18 000 Domare: Wilson Lamouroux (Colombia) |
| 19:30 UTC−3 | 19:30 UTC−3  |          |                 |                        | Montevideo Publik: 18 000 Domare: Wilson Lamouroux (Colombia) | Montevideo Publik: 18 000 Domare: Wilson Lamouroux (Colombia) |
| 19:30 UTC−3 | 19:30 UTC−3  |          |                 |                        | Montevideo Publik: 18 000 Domare: Wilson Lamouroux (Colombia) | Montevideo Publik: 18 000 Domare: Wilson Lamouroux (Colombia) |

|             | 16 mars 2017 | Chapecoense                   | 1 – 3           | Lanús                                                       | Arena Condá                                               |                                                           |
| 19:30 UTC−3 | 19:30 UTC−3  | Rosicley Pereira da Silva 49′ | (0 – 0) Rapport | 52′ Nicolás Aguirre 66′ (str.) José Sand 80′ Lautaro Acosta | Chapecó Publik: 12 489 Domare: Enrique Cáceres (Paraguay) | Chapecó Publik: 12 489 Domare: Enrique Cáceres (Paraguay) |
| 19:30 UTC−3 | 19:30 UTC−3  |                               |                 |                                                             | Chapecó Publik: 12 489 Domare: Enrique Cáceres (Paraguay) | Chapecó Publik: 12 489 Domare: Enrique Cáceres (Paraguay) |
| 19:30 UTC−3 | 19:30 UTC−3  |                               |                 |                                                             | Chapecó Publik: 12 489 Domare: Enrique Cáceres (Paraguay) | Chapecó Publik: 12 489 Domare: Enrique Cáceres (Paraguay) |

|             | 18 april 2017 | Lanús | 5 – 0           | Zulia | Estadio Ciudad de Lanús – Néstor Díaz Pérez   |                                               |
| 21:00 UTC−3 | 21:00 UTC−3   | Lautaro Acosta 4′ José Sand 46′ Germán Denis 73′ (str.) Alejandro Silva González 78′ Nicolás Pasquini 80′ | (1 – 0) Rapport |       | Lanús Publik: 5 000 Domare: Diego Haro (Peru) | Lanús Publik: 5 000 Domare: Diego Haro (Peru) |
| 21:00 UTC−3 | 21:00 UTC−3   | |                 |       | Lanús Publik: 5 000 Domare: Diego Haro (Peru) | Lanús Publik: 5 000 Domare: Diego Haro (Peru) |
| 21:00 UTC−3 | 21:00 UTC−3   | |                 |       | Lanús Publik: 5 000 Domare: Diego Haro (Peru) | Lanús Publik: 5 000 Domare: Diego Haro (Peru) |

|             | 18 april 2017 | Chapecoense                        | 1 – 1           | Nacional          | Arena Condá                                          |                                                      |
| 21:45 UTC−3 | 21:45 UTC−3   | Reinaldo Manoel da Silva 9′ (str.) | (1 – 1) Rapport | 40′ Hugo Silveira | Chapecó Publik: 12 230 Domare: Carlos Orbe (Ecuador) | Chapecó Publik: 12 230 Domare: Carlos Orbe (Ecuador) |
| 21:45 UTC−3 | 21:45 UTC−3   |                                    |                 |                   | Chapecó Publik: 12 230 Domare: Carlos Orbe (Ecuador) | Chapecó Publik: 12 230 Domare: Carlos Orbe (Ecuador) |
| 21:45 UTC−3 | 21:45 UTC−3   |                                    |                 |                   | Chapecó Publik: 12 230 Domare: Carlos Orbe (Ecuador) | Chapecó Publik: 12 230 Domare: Carlos Orbe (Ecuador) |

|             | 27 april 2017 | Nacional                                                | 3 – 0           | Chapecoense | Estadio Gran Parque Central               |                                           |
| 19:30 UTC−3 | 19:30 UTC−3   | Kevin Ramírez 17′ Rodrigo Aguirre 49′ Tabaré Viúdez 80′ | (1 – 0) Rapport |             | Montevideo Domare: Éber Aquino (Paraguay) | Montevideo Domare: Éber Aquino (Paraguay) |
| 19:30 UTC−3 | 19:30 UTC−3   |                                                         |                 |             | Montevideo Domare: Éber Aquino (Paraguay) | Montevideo Domare: Éber Aquino (Paraguay) |
| 19:30 UTC−3 | 19:30 UTC−3   |                                                         |                 |             | Montevideo Domare: Éber Aquino (Paraguay) | Montevideo Domare: Éber Aquino (Paraguay) |

|             | 27 april 2017 | Zulia              | 1 – 1           | Lanús         | Estadio José Pachencho Romero              |                                            |
| 18:30 UTC−4 | 18:30 UTC−4   | Daniel Rivillo 34′ | (1 – 0) Rapport | 62′ José Sand | Maracaibo Domare: Wilmar Roldán (Colombia) | Maracaibo Domare: Wilmar Roldán (Colombia) |
| 18:30 UTC−4 | 18:30 UTC−4   |                    |                 |               | Maracaibo Domare: Wilmar Roldán (Colombia) | Maracaibo Domare: Wilmar Roldán (Colombia) |
| 18:30 UTC−4 | 18:30 UTC−4   |                    |                 |               | Maracaibo Domare: Wilmar Roldán (Colombia) | Maracaibo Domare: Wilmar Roldán (Colombia) |

|             | 16 maj 2017 | Zulia | 0 – 0           | Nacional | Estadio José Pachencho Romero            |                                          |
| 18:30 UTC−4 | 18:30 UTC−4 |       | (0 – 0) Rapport |          | Maracaibo Domare: Patricio Polic (Chile) | Maracaibo Domare: Patricio Polic (Chile) |
| 18:30 UTC−4 | 18:30 UTC−4 |       |                 |          | Maracaibo Domare: Patricio Polic (Chile) | Maracaibo Domare: Patricio Polic (Chile) |
| 18:30 UTC−4 | 18:30 UTC−4 |       |                 |          | Maracaibo Domare: Patricio Polic (Chile) | Maracaibo Domare: Patricio Polic (Chile) |

| [ c ]       | 17 maj 2017 | Lanús                | 3 – 0 (Tilldelad) | Chapecoense                             | Estadio Ciudad de Lanús – Néstor Díaz Pérez |                                           |
| 21:45 UTC−3 | 21:45 UTC−3 | José Sand 79′ (str.) | (0 – 1) Rapport   | 23′ Wellington Paulista 87′ Luiz Otávio | Lanús Domare: Wilson Lamouroux (Colombia)   | Lanús Domare: Wilson Lamouroux (Colombia) |
| 21:45 UTC−3 | 21:45 UTC−3 |                      |                   |                                         | Lanús Domare: Wilson Lamouroux (Colombia)   | Lanús Domare: Wilson Lamouroux (Colombia) |
| 21:45 UTC−3 | 21:45 UTC−3 |                      |                   |                                         | Lanús Domare: Wilson Lamouroux (Colombia)   | Lanús Domare: Wilson Lamouroux (Colombia) |

|             | 23 maj 2017 | Nacional | 0 – 1           | Lanús                        | Estadio Gran Parque Central                  |                                              |
| 19:30 UTC−3 | 19:30 UTC−3 |          | (0 – 1) Rapport | 26′ Alejandro Silva González | Montevideo Domare: Ulises Mereles (Paraguay) | Montevideo Domare: Ulises Mereles (Paraguay) |
| 19:30 UTC−3 | 19:30 UTC−3 |          |                 |                              | Montevideo Domare: Ulises Mereles (Paraguay) | Montevideo Domare: Ulises Mereles (Paraguay) |
| 19:30 UTC−3 | 19:30 UTC−3 |          |                 |                              | Montevideo Domare: Ulises Mereles (Paraguay) | Montevideo Domare: Ulises Mereles (Paraguay) |

|             | 23 maj 2017 | Chapecoense                                              | 2 – 1           | Zulia           | Arena Condá                                |                                            |
| 19:30 UTC−3 | 19:30 UTC−3 | Arthur Caíke do Nascimento Cruz 90′ Andrei Girotto 90+1′ | (0 – 1) Rapport | 30′ Juan Arango | Chapecó Domare: Gustavo Murillo (Colombia) | Chapecó Domare: Gustavo Murillo (Colombia) |
| 19:30 UTC−3 | 19:30 UTC−3 |                                                          |                 |                 | Chapecó Domare: Gustavo Murillo (Colombia) | Chapecó Domare: Gustavo Murillo (Colombia) |
| 19:30 UTC−3 | 19:30 UTC−3 |                                                          |                 |                 | Chapecó Domare: Gustavo Murillo (Colombia) | Chapecó Domare: Gustavo Murillo (Colombia) |

### Grupp 8
| Nr | Lag ( )          | S | V | O | F | GM | IM | MS  | P  |
| -- | ---------------- | - | - | - | - | -- | -- | --- | -- |
| 1  | Grêmio           | 6 | 4 | 1 | 1 | 15 | 6  | +9  | 13 |
| 2  | Guaraní          | 6 | 3 | 2 | 1 | 9  | 7  | +2  | 11 |
| 3  | Deportes Iquique | 6 | 3 | 1 | 2 | 12 | 9  | +3  | 10 |
| 4  | Zamora           | 6 | 0 | 0 | 6 | 6  | 20 | −14 | 0  |

| Hemma \ Borta    | Chile | Brasilien | Paraguay | Venezuela |
| Deportes Iquique | —     | 2–1       | 0–1      | 4–3       |
| Grêmio           | 3–2   | —         | 4–1      | 4–0       |
| Guaraní          | 0–0   | 1–1       | —        | 3–1       |
| Zamora           | 1–4   | 0–2       | 1–3      | —         |

|             | 7 mars 2017 | Deportes Iquique | 0 – 1           | Guaraní           | Estadio Zorros del Desierto                        |                                                    |
| 17:15 UTC−3 | 17:15 UTC−3 |                  | (0 – 0) Rapport | 82′ Hernán Novick | Calama Publik: 2 200 Domare: Raúl Orosco (Bolivia) | Calama Publik: 2 200 Domare: Raúl Orosco (Bolivia) |
| 17:15 UTC−3 | 17:15 UTC−3 |                  |                 |                   | Calama Publik: 2 200 Domare: Raúl Orosco (Bolivia) | Calama Publik: 2 200 Domare: Raúl Orosco (Bolivia) |
| 17:15 UTC−3 | 17:15 UTC−3 |                  |                 |                   | Calama Publik: 2 200 Domare: Raúl Orosco (Bolivia) | Calama Publik: 2 200 Domare: Raúl Orosco (Bolivia) |

|             | 9 mars 2017 | Zamora | 0 – 2           | Grêmio                               | Estadio Agustín Tovar                                    |                                                          |
| 18:30 UTC−4 | 18:30 UTC−4 |        | (0 – 1) Rapport | 45′ Léo Moura 51′ (str.) Luan Vieira | Barinas Publik: 12 000 Domare: Darío Herrera (Argentina) | Barinas Publik: 12 000 Domare: Darío Herrera (Argentina) |
| 18:30 UTC−4 | 18:30 UTC−4 |        |                 |                                      | Barinas Publik: 12 000 Domare: Darío Herrera (Argentina) | Barinas Publik: 12 000 Domare: Darío Herrera (Argentina) |
| 18:30 UTC−4 | 18:30 UTC−4 |        |                 |                                      | Barinas Publik: 12 000 Domare: Darío Herrera (Argentina) | Barinas Publik: 12 000 Domare: Darío Herrera (Argentina) |

|             | 11 april 2017 | Grêmio                                         | 3 – 2           | Deportes Iquique                    | Arena do Grêmio                                                |                                                                |
| 21:45 UTC−3 | 21:45 UTC−3   | Luan Vieira 15′, 23′ Miller Bolaños 28′ (str.) | (3 – 0) Rapport | 60′ Rafael Caroca 67′ Misael Dávila | Porto Alegre Publik: 30 343 Domare: Esteban Ostojich (Uruguay) | Porto Alegre Publik: 30 343 Domare: Esteban Ostojich (Uruguay) |
| 21:45 UTC−3 | 21:45 UTC−3   |                                                |                 |                                     | Porto Alegre Publik: 30 343 Domare: Esteban Ostojich (Uruguay) | Porto Alegre Publik: 30 343 Domare: Esteban Ostojich (Uruguay) |
| 21:45 UTC−3 | 21:45 UTC−3   |                                                |                 |                                     | Porto Alegre Publik: 30 343 Domare: Esteban Ostojich (Uruguay) | Porto Alegre Publik: 30 343 Domare: Esteban Ostojich (Uruguay) |

|             | 12 april 2017 | Guaraní                                                 | 3 – 1           | Zamora                 | Estadio Rogelio Livieres                                 |                                                          |
| 18:30 UTC−4 | 18:30 UTC−4   | Epifanio García 15′ Luis Cabral 58′ Marcelo Palau 90+2′ | (1 – 1) Rapport | 41′ Juan Manuel Falcón | Asunción Publik: 8 000 Domare: Néstor Pitana (Argentina) | Asunción Publik: 8 000 Domare: Néstor Pitana (Argentina) |
| 18:30 UTC−4 | 18:30 UTC−4   |                                                         |                 |                        | Asunción Publik: 8 000 Domare: Néstor Pitana (Argentina) | Asunción Publik: 8 000 Domare: Néstor Pitana (Argentina) |
| 18:30 UTC−4 | 18:30 UTC−4   |                                                         |                 |                        | Asunción Publik: 8 000 Domare: Néstor Pitana (Argentina) | Asunción Publik: 8 000 Domare: Néstor Pitana (Argentina) |

|             | 19 april 2017 | Zamora           | 1 – 4           | Deportes Iquique                                                          | Estadio Agustín Tovar                                 |                                                       |
| 20:00 UTC−4 | 20:00 UTC−4   | Nelson Pérez 79′ | (0 – 2) Rapport | 7′ (str.), 19′ Diego Bielkiewicz 65′ Felipe Reynero 86′ Manuel Villalobos | Barinas Publik: 2 000 Domare: Michael Espinoza (Peru) | Barinas Publik: 2 000 Domare: Michael Espinoza (Peru) |
| 20:00 UTC−4 | 20:00 UTC−4   |                  |                 |                                                                           | Barinas Publik: 2 000 Domare: Michael Espinoza (Peru) | Barinas Publik: 2 000 Domare: Michael Espinoza (Peru) |
| 20:00 UTC−4 | 20:00 UTC−4   |                  |                 |                                                                           | Barinas Publik: 2 000 Domare: Michael Espinoza (Peru) | Barinas Publik: 2 000 Domare: Michael Espinoza (Peru) |

|             | 20 april 2017 | Guaraní                  | 1 – 1           | Grêmio                | Estadio Rogelio Livieres                                |                                                         |
| 18:30 UTC−4 | 18:30 UTC−4   | Hernán Rodrigo López 71′ | (0 – 0) Rapport | 78′ Pedro Rocha Neves | Asunción Publik: 4 000 Domare: Wilmar Roldán (Colombia) | Asunción Publik: 4 000 Domare: Wilmar Roldán (Colombia) |
| 18:30 UTC−4 | 18:30 UTC−4   |                          |                 |                       | Asunción Publik: 4 000 Domare: Wilmar Roldán (Colombia) | Asunción Publik: 4 000 Domare: Wilmar Roldán (Colombia) |
| 18:30 UTC−4 | 18:30 UTC−4   |                          |                 |                       | Asunción Publik: 4 000 Domare: Wilmar Roldán (Colombia) | Asunción Publik: 4 000 Domare: Wilmar Roldán (Colombia) |

|             | 25 april 2017 | Deportes Iquique                                                  | 4 – 3           | Zamora                                                            | Estadio Zorros del Desierto          |                                      |
| 17:15 UTC−3 | 17:15 UTC−3   | Álvaro Ramos 13′ Rafael Caroca 81′, 90+1′ Diego Bielkiewicz 90+4′ | (1 – 0) Rapport | 49′ (str.) Ricardo Clarke 64′ Erickson Gallardo 84′ Anthony Uribe | Calama Domare: Gery Vargas (Bolivia) | Calama Domare: Gery Vargas (Bolivia) |
| 17:15 UTC−3 | 17:15 UTC−3   |                                                                   |                 |                                                                   | Calama Domare: Gery Vargas (Bolivia) | Calama Domare: Gery Vargas (Bolivia) |
| 17:15 UTC−3 | 17:15 UTC−3   |                                                                   |                 |                                                                   | Calama Domare: Gery Vargas (Bolivia) | Calama Domare: Gery Vargas (Bolivia) |

|             | 27 april 2017 | Grêmio                                         | 4 – 1           | Guaraní              | Arena do Grêmio                                   |                                                   |
| 21:45 UTC−3 | 21:45 UTC−3   | Lucas Barrios 7′, 27′, 78′ Pedro Geromel 45+3′ | (3 – 1) Rapport | 33′ (sjm.) Léo Moura | Porto Alegre Domare: Patricio Loustau (Argentina) | Porto Alegre Domare: Patricio Loustau (Argentina) |
| 21:45 UTC−3 | 21:45 UTC−3   |                                                |                 |                      | Porto Alegre Domare: Patricio Loustau (Argentina) | Porto Alegre Domare: Patricio Loustau (Argentina) |
| 21:45 UTC−3 | 21:45 UTC−3   |                                                |                 |                      | Porto Alegre Domare: Patricio Loustau (Argentina) | Porto Alegre Domare: Patricio Loustau (Argentina) |

|             | 3 maj 2017  | Deportes Iquique                                     | 2 – 1           | Grêmio            | Estadio Zorros del Desierto               |                                           |
| 19:30 UTC−3 | 19:30 UTC−3 | Diego Bielkiewicz 23′ (str.) Diego Fabián Torres 48′ | (1 – 1) Rapport | 19′ Lucas Barrios | Calama Domare: Germán Delfino (Argentina) | Calama Domare: Germán Delfino (Argentina) |
| 19:30 UTC−3 | 19:30 UTC−3 |                                                      |                 |                   | Calama Domare: Germán Delfino (Argentina) | Calama Domare: Germán Delfino (Argentina) |
| 19:30 UTC−3 | 19:30 UTC−3 |                                                      |                 |                   | Calama Domare: Germán Delfino (Argentina) | Calama Domare: Germán Delfino (Argentina) |

|             | 4 maj 2017  | Zamora           | 1 – 3           | Guaraní                                    | Estadio Agustín Tovar                 |                                       |
| 20:45 UTC−4 | 20:45 UTC−4 | Eduardo Sosa 40′ | (1 – 2) Rapport | 14′, 51′ Epifanio García 19′ Marcelo Palau | Barinas Domare: Óscar Rojas (Uruguay) | Barinas Domare: Óscar Rojas (Uruguay) |
| 20:45 UTC−4 | 20:45 UTC−4 |                  |                 |                                            | Barinas Domare: Óscar Rojas (Uruguay) | Barinas Domare: Óscar Rojas (Uruguay) |
| 20:45 UTC−4 | 20:45 UTC−4 |                  |                 |                                            | Barinas Domare: Óscar Rojas (Uruguay) | Barinas Domare: Óscar Rojas (Uruguay) |

|             | 25 maj 2017 | Grêmio                                                              | 4 – 0           | Zamora | Arena do Grêmio                                |                                                |
| 21:45 UTC−3 | 21:45 UTC−3 | Luan Vieira 22′, 28′ (str.) Lucas Barrios 25′ Pedro Rocha Neves 63′ | (3 – 0) Rapport |        | Porto Alegre Domare: Juan Albarracín (Ecuador) | Porto Alegre Domare: Juan Albarracín (Ecuador) |
| 21:45 UTC−3 | 21:45 UTC−3 |                                                                     |                 |        | Porto Alegre Domare: Juan Albarracín (Ecuador) | Porto Alegre Domare: Juan Albarracín (Ecuador) |
| 21:45 UTC−3 | 21:45 UTC−3 |                                                                     |                 |        | Porto Alegre Domare: Juan Albarracín (Ecuador) | Porto Alegre Domare: Juan Albarracín (Ecuador) |

|             | 25 maj 2017 | Guaraní | 0 – 0           | Deportes Iquique | Estadio Rogelio Livieres                        |                                                 |
| 20:45 UTC−4 | 20:45 UTC−4 |         | (0 – 0) Rapport |                  | Asunción Domare: Fernando Rapallini (Argentina) | Asunción Domare: Fernando Rapallini (Argentina) |
| 20:45 UTC−4 | 20:45 UTC−4 |         |                 |                  | Asunción Domare: Fernando Rapallini (Argentina) | Asunción Domare: Fernando Rapallini (Argentina) |
| 20:45 UTC−4 | 20:45 UTC−4 |         |                 |                  | Asunción Domare: Fernando Rapallini (Argentina) | Asunción Domare: Fernando Rapallini (Argentina) |

## Anmärkningslista
1. ↑  Matchen mellan River Plate och Emelec tidigarelades, ursprunglig avsparkstid var 21:00 UTC−3.[10]
2. ↑  Matchen mellan Nacional och Chapecoense var ursprungligen tänkt att spelas den 25 april 2017 21:45 UTC−3 men flyttades till den 27 april 2017 19:30 UTC−3.[30]
3. ↑  Conmebol tilldelade Lanús segern med 3–0 då Chapecoense använt sig av en icke-berättigad spelare.[31]
4. ↑  Matchen mellan Guaraní och Grêmio tidigarelades, ursprunglig avsparkstid var 20:45 UTC−4.[37]